# Hesperiidae
Hesperiidae este o familie de fluturi cu aspect păros, cu o colorație maro și gri. Foarte rar se întâlnesc și forme cu nuanțe de roșu, albastru, galben, negru și alb. Uneori, acești fluturi pot fi confundați cu moliile.
Unele specii manifestă dicromism sexual: masculii pot avea benzi înguste mai închise la culoare. Familia cuprinde specii diurne, putând fi recunoscute după zborul haotic. Acești fluturi sunt răspândiți în regiunile neotropicale din America Centrală și de Sud .

## Descriere
Lepidopterele din acestă familie se caracterizează prin faptul că lățimea capului este aproximativ aceeași cu cea a toracelui sau chiar mai mare. Antenele sunt pectinate și încovoiate la vârf, având aspect de cârlige sau croșete. Baza antenelor este înconjurată de fascicule smocuri de perișor. Ocelii lipsesc, iar ochii compuși ocupă o bună parte din suprafața capului. Prima pereche de picioare prezint epifize, picioarele de mijloc au o pereche de excrescențe cuticulare în formă de ac pe articolul tibial, iar ultima pereche – 2 perechi de excrescențe. Toracele este înzestrat cu mușchi puternici .
Spre deosebire de majoritatea familiilor de fluturi, aripele hesperiidelor sunt mai mici în comparație cu dimensiunea corpului, dar există și excepții. Aripele au formă rotunjită, la unele specii aripele posterioare se termină cu o prelungire de forma cozii. În repaus aripele sunt ținute în unghi ascuțit față de corp .
Larvele sunt de culoare verzuie, cu benzi întunecate pe părțile dorsale și laterale. Corpul poate avea aspect fusiform sau cilindric.

## Taxonomie

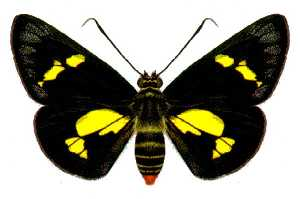
Euschemon rafflesia este cea mai distinctă specie, formând o proprie subfamilie.

Familia Hesperiidae include aproximativ 4.000 de specii (1993), grupate în 567 de genuri și 8 subfamilii . Nu există multe date științifice despre diversitatea, răspândirea, ecologia și biologia hesperiidelor. Nu există un consens cu privire la statutul sistematic al diverselor taxoni, sau cu privire la limitele generale ale familiei. De exemplu, unii savanți consideră Megathyminae ca fiind o familie aparte, alții subfamilia, sau un grup specializat de genuri în cadrul subfamilii Hesperiinae .

### Subfamilii
În momentul actual, familia este împărțită în următoarele subfamilii:
- Coeliadinae (cam 75 specii)
- Euschemoninae
- Eudaminae
- Pyrginae
- Heteropterinae (cam 150 specii)
- Hesperiinae (peste 2000 specii)
- Megathyminae  (cam 18 specii)
- Trapezitinae (cam 60 specii)